# Тельца Мэллори
Тельца́ Мэ́ллори (Тельца Ма́ллори, тельца Мэ́ллори-Де́нка, MDB, гиалин Мэ́ллори)  — микроскопические включения в клетках печени, образующиеся при повреждении промежуточных филаментов цитоскелета. Были впервые описаны у пациентов с алкогольной жировой инфильтрации печени в 1911 году американским патологом Фрэнком Берром Мэллори.
Раньше считалось, что тельца Мэллори — специфическое проявление жировой инфильтрации печени при алкогольном гепатозе. Однако, современные данные показывают, что они также встречаются при неалкогольной жировой болезни печени, холестатических заболеваниях печени, первичном билиарном циррозе и гепатоцеллюлярной карциноме, болезни Вильсона-Коновалова и отравлениях медью. Также были описаны случаи обнаружения в клетках других органов при асбестозе, почечно-клеточной карциноме и других заболеваниях.
Основные компоненты телец Мэллори — убиквитин, белки промежуточных филаментов цитокератины 8 и 18 и секвестосома 1.

## Микроскопическая характеристика
При окрашивании гематоксилином и эозином приобретают розовый цвет и хорошо различимы, однако, наилучший диагностический вариант — иммуногистохимическая окраска на убиквитин или цитокератины.
При микроскопии тельца Мэллори классифицируют следующим образом:
- Тип I — параллельные филаменты;
- Тип II — беспорядочно ориентированные филаменты, встречающиеся по периферии клетки;
- Тип III — аморфные, располагаются вокруг центра клетки.

## Механизм образования
Механизм образования телец Мэллори связывают с недостаточной убиквитин-протеасомной деградацией цитокератина 8. Цитокератин 8 изменяет свою вторичную структуру с α-спирали на β-складчатый слой с поперечными сшивками, образуя амилоид. Похожий механизм развивается при прионных заболеваниях и болезни Альцгеймера.
Существует предположение, что тельца Мэллори играют роль в процессе клеточного старения.